# 伍尔特集团
福士集團（Würth-Gruppe），或譯伍尔特集团，是一家總部位在德國金策尔斯奥的跨國批發商，該企業致力於緊固件、螺絲及其配件、定縫銷釘、化學工業、電子及機電元件、家具及建築施工配件、工具、機械、裝修材料、汽車產業硬體、存貨管理、自動化立體倉儲系統等的貿易。該企業由Adolf Würth在1945年創立於金策爾斯奥。

## 外部鏈結
- 官方网站